# Ossenfeld
Ossenfeld ist ein Ortsteil der Stadt Dransfeld im niedersächsischen Landkreis Göttingen. Westlich des Ortes liegt das etwa 655 ha große Naturschutzgebiet Ossenberg-Fehrenbusch.
Am 1. Januar 1973 wurde die Gemeinde Ossenfeld in die Stadt Dransfeld eingegliedert.

## Sehenswürdigkeiten
In der Liste der Baudenkmale in Dransfeld sind für Ossenfeld fünf Baudenkmale aufgeführt.

### Kapelle

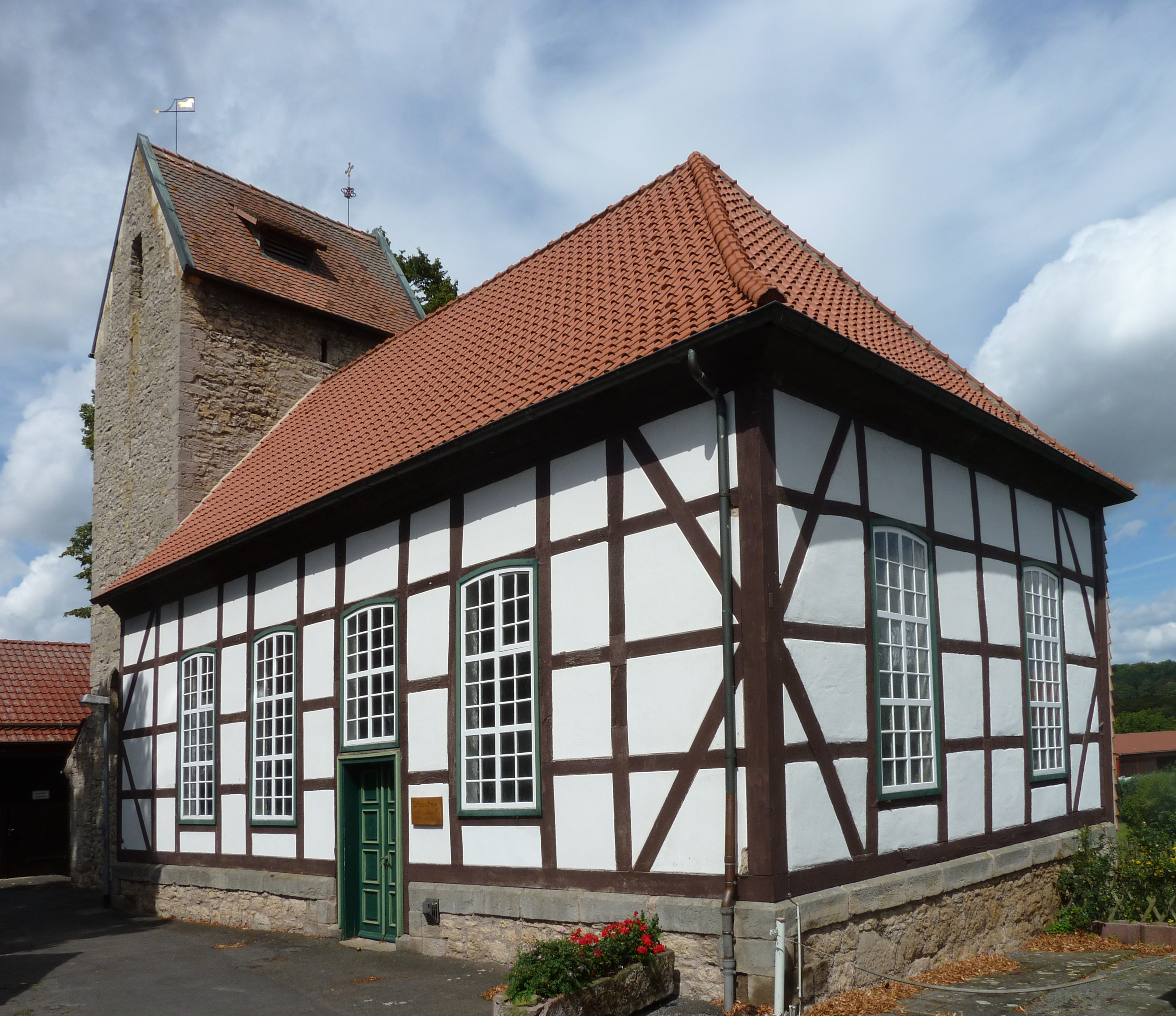
Kapelle in Ossenfeld

Das Kirchenschiff der evangelisch-lutherischen Kapelle St. Crucis wurde in den Jahren 1774–1776 durch einen Fachwerksaal ersetzt. Bauliche Veränderungen wurden 1831 und 1844 vorgenommen. Im Jahr 1992 wurde die Kapelle renoviert. Die „dörfliche Ausstattung“ stammt aus dem 18. Jahrhundert. Der aus dem Mittelalter stammende Wehrturm besteht aus Muschelkalk-Bruchsteinmauerwerk.

## Persönlichkeiten
- Pauline Bremer (* 1996 in Ossenfeld), Fußball-Nationalspielerin